# Isagani Yambot
Isagani Yambot (Tagbilaran, 16 oktober 1934 - Pasig, 2 maart 2012) was een Filipijns journalist. Yambot was van 1994 tot zijn overlijden in 2012 uitgever van The Philippine Daily Inquirer.

## Biografie
Isagani Yambot werd geboren op 16 oktober 1934 in de Tagbilaran in de Filipijnse provincie Bohol. Yambot studeerde Vrije Kunsten aan de University of the Philippines. Ook deed hij onderzoek aan het Washington Journalism Center
Yambot begon in 1953 als verslaggever voor de Manila Times. Later schreef hij over politieke onderwerpen. Toen deze krant werd verboden door Marcos na het uitroepen van de staat van beleg door Ferdinand Marcos werkte hij vanaf 1973 als redacteur voor United Press International. In 1974 werd hij als journalist aangenomen bij Times Journal van Benjamin Romualdez. Van 1981 tot 1982 was hij pers attache van de Filipijnse ambassade in Jeddah. Daarna was hij van 1983 tot 1985 eindredacteur van de Times Journal. Van 1985 tot 1986 was hij pers attache van de Filipijnse ambassade in Washington. Vanaf april 1989 werkte Yambot als eindredacteur voor The Philippine Daily Inquirer en vanaf februari 1994 was hij uitgever van de krant.
Yambot overleed in 2012 op 77-jarige leeftijd. Hij was getrouwd met Mildred Yambot en samen kregen ze zes kinderen.